# Sympiesis trjapitzini
Sympiesis trjapitzini är en stekelart som beskrevs av Storozheva 1981. Sympiesis trjapitzini ingår i släktet Sympiesis och familjen finglanssteklar. Inga underarter finns listade i Catalogue of Life.